# Ясер Сейраван
Ясер Сейраван (на арабски: ياسر سيروان) е американски гросмайстор и четирикратен шампион на Съединените американски щати. Победител е в световното първенство за юноши до 20 години през 1979 г. Сейраван също е уважаван шахматен писател и коментатор.

## Биография
Роден е в Дамаск, Сирия. Баща му е арабин, а майка му е английска медицинска сестра от Нотингам, където Сейраван прекарва част от ранното си детство. Когато е на седемгодишна възраст, семейството му емигрира в Сиатъл (САЩ), където посещава „McClure Middle School“ и „Garfield High School“, и записва първите си партии в сега несъществуващото кафене „The Last Exit on Brooklyn“ срещу опоненти като Викторс Пуполс и шесткратния щатен шампион на Вашингтон Джим Маккормик.
Сейраван е женен за Ивет Нагел, дъщеря на бившия президент и политик от холандската политическа партия „Leefbaar Nederland“ Ян Нагел.
Сейраван започва да играе шахмат на дванайдесетгодишна възраст. На 13 години става шампион на Вашингтон при юношите. На 19 г. спечелва световното първенство по шахмат при юношите до 20 години. Той също спечелва партия срещу Виктор Корчной, който кани Сейраван във Швейцария, където швейцарецът се подготвя за мача си за световната титла срещу Анатоли Карпов.
Много години той е главен редактор на списанието Inside Chess, което обаче по-късно става онлайн списание и накрая само колонка в уебсайта ChessCafe.com.
През 1999 г. Сейраван играе мач от десет партии срещу Майкъл Адамс в Бермуда. Мачът приключва наравно с резултат +2-2=6.
През 2001 г. Сейваран публикува план за обединяването на шахматния свят, който по това време има двама световни шампиони: Руслан Пономарьов е спечелил титлата под знака на Международната федерация по шахмат, докато Владимир Крамник е победил Гари Каспаров за титлата по „класически шахмат“. В плана е предложено да се проведе мач между Пономарьов и Каспаров (шахматист номер едно в света) и друг мач между Крамник и победителя от турнира по класически шахмат през 2002 г. в Дортмунд (който се оказва Петер Леко). Победителите от мачовете ще играят един срещу друг, за да излъчат безспорния световен шампион. Този план е подписан от всички страни на 6 май 2002 г. и е известен като „Пражкия договор“. Мачът Крамник–Леко се провежда и завършва наравно, с което Крамник запазва титлата си. Мачът Каспаров-Пономарьов е отказан през 2003 г. и този частен план става спорен, след мачът Крамник–Топалов през 2006 г., обединил световната титла.
През 2007 г. американецът представя нов шахматен вариант, кръстен Сейваран шах. Този вариант се рекламира пред света. Първото събитие от тази кампания е симултантна демонстрация на 12 дъски проведена на 31 март 2007 във Ванкувър, Канада.

## Отборни прояви

### Шахматна олимпиада
Сейваран участва на десет шахматни олимпиади. Изиграва 102 партии, постигайки в тях 42 победи и 48 ремита. Средната му успеваемост е 64,7 процента. Има спечелени четири отборни медали и три индивидуални (злато – 1994, сребро – 1980 и 2002). Изиграва партии срещу следните български шахматисти: Кирил Георгиев (1986, загуба за американеца; 1990, реми), Владимир Димитров (1994, победа) и Васил Спасов (1998, реми).
| Година | Организатор | Отбор | Класиране (отборно) | Дъска    |
| 1980   | Ла Валета   | САЩ   | 4                   | Втора    |
| 1982   | Люцерн      | САЩ   | 3                   | Втора    |
| 1986   | Дубай       | САЩ   | 3                   | Първа    |
| 1988   | Солун       | САЩ   | 4                   | Първа    |
| 1990   | Нови Сад    | САЩ   | 2                   | Първа    |
| 1992   | Манила      | САЩ   | 4                   | Трета    |
| 1994   | Москва      | САЩ   | 7                   | Четвърта |
| 1998   | Елиста      | САЩ   | 2                   | Трета    |
| 2000   | Истанбул    | САЩ   | 26                  | Първа    |
| 2002   | Блед        | САЩ   | 41                  | Втора    |